# Instituut voor Ruimtefysica

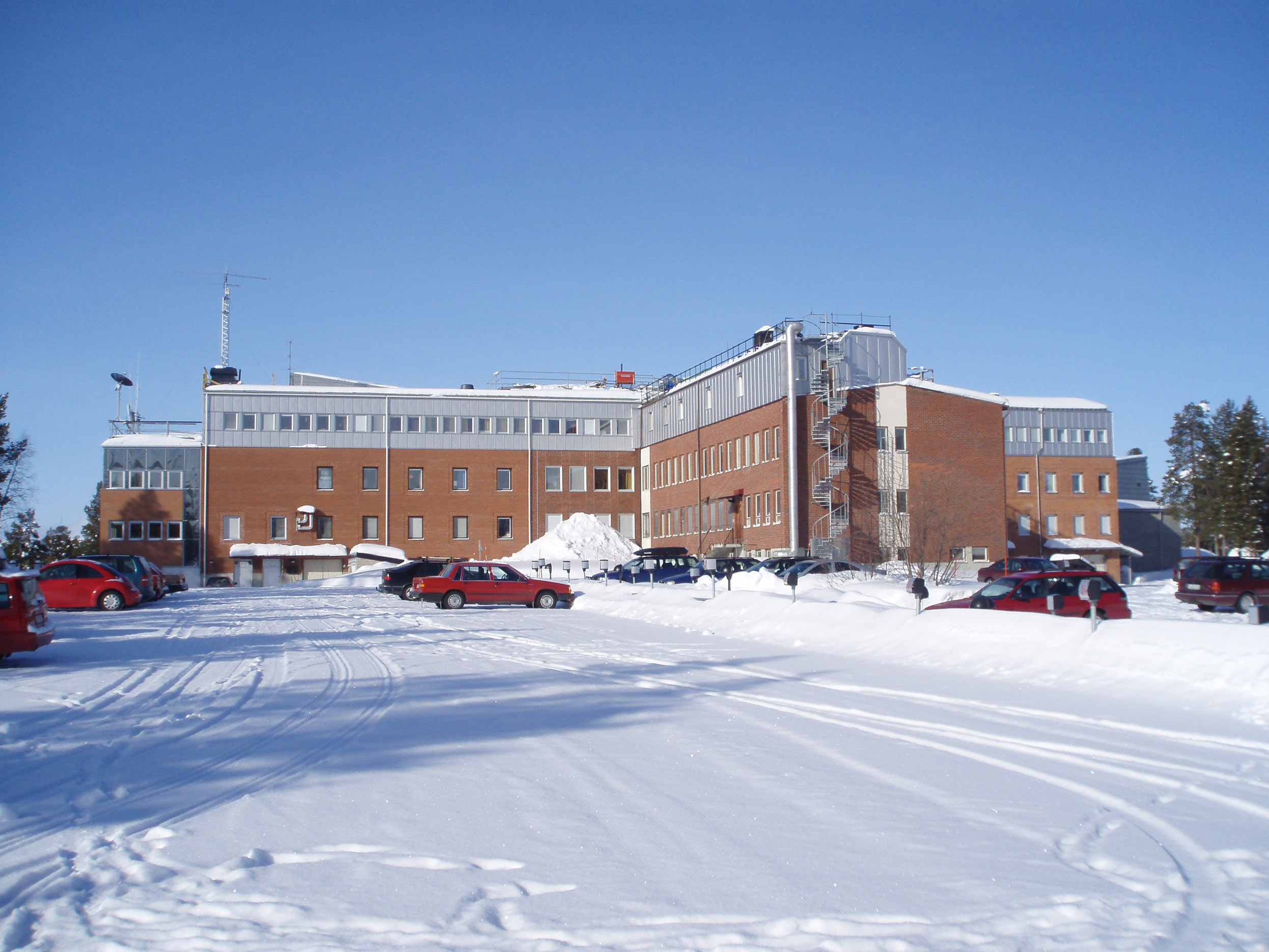
Het gebouw van het IRF in Kiruna

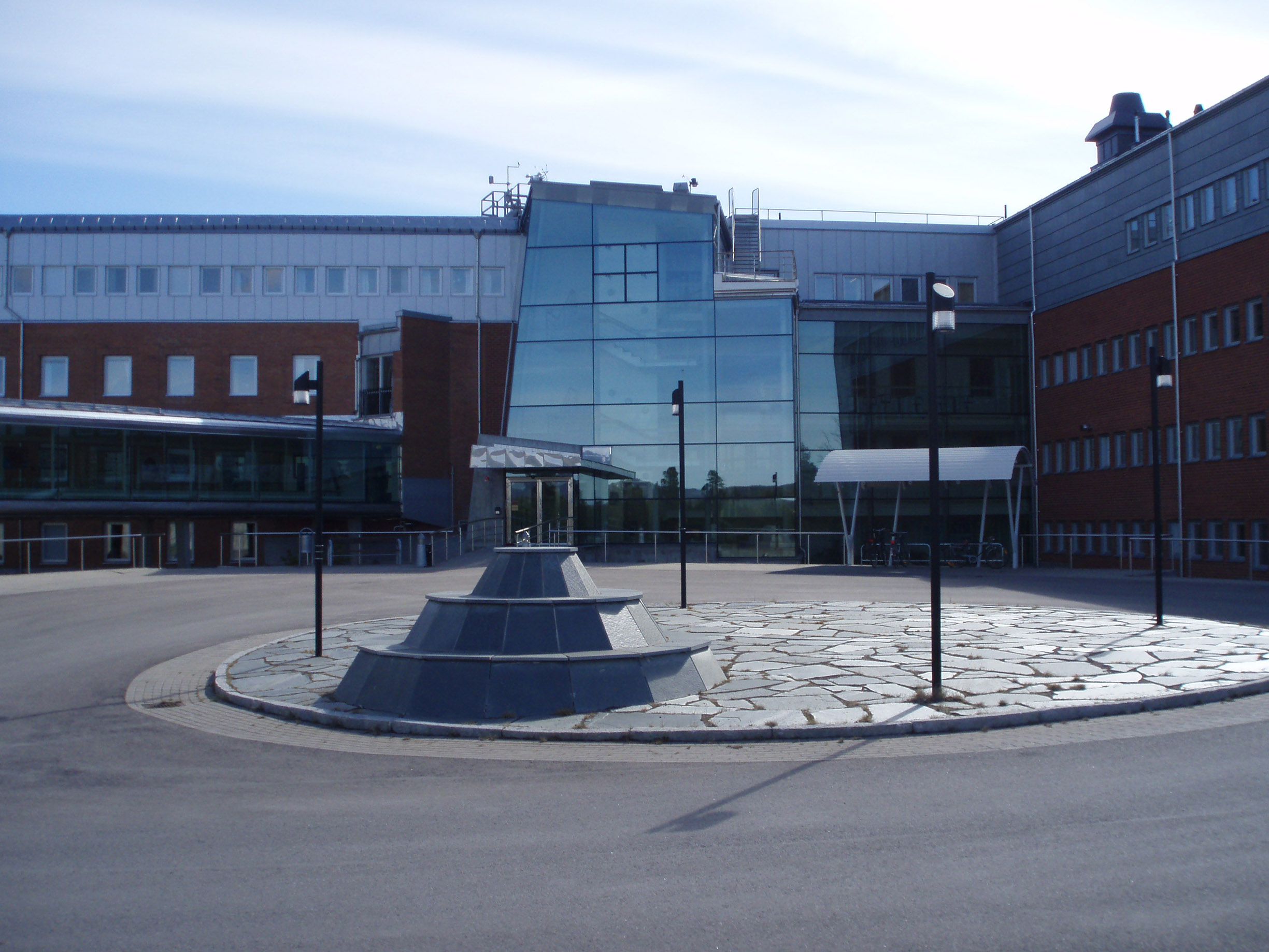
Ingang van het gebouw van het IRF in Kiruna

Het Instituut voor Ruimtefysica (Zweeds: Institutet för rymdfysik, IRF) is een Zweeds instituut voor onderzoek naar ruimtefysica, de natuurwetten die in de ruimte gelden. Het bestudeert onder meer de processen die het poollicht veroorzaken.
Het instituut valt onder de Zweedse overheid. De hoofdtaken zijn om onderzoek uit te voeren, opleidingen aan te bieden en andere activiteiten te ontplooien op het gebied van ruimtefysica, ruimtevaarttechnologie en atmosferische fysica. Het instituut heeft ongeveer 100 werknemers.
Het IRF is gevestigd in Kiruna in het uiterste noorden van Zweden, in een gebouw dat wordt gedeeld met de afdeling ruimtewetenschap van de Technische universiteit van Luleå. Daarnaast heeft het IRF dependances in Umeå, Uppsala en Lund. Ook omvat het IRF een observatorium van de ionosfeer in Lycksele en een meetstation voor infrageluid in Jämtön.
Kiruna, dat boven de poolcirkel ligt, is een gevestigd centrum voor Europese ruimtevaart, onder de naam SpaceCity Kiruna. Hier bevindt zich Esrange, een lanceerbasis en ruimtevaartonderzoekscentrum. Ook heeft Kiruna een European Space Tracking-station van ESA voor communicatie met ruimtesondes en een radarsysteem en het hoofdkwartier van de European Incoherent Scatter Scientific Association (EISCAT), dat verstoringen in de ionosfeer en magnetosfeer bestudeert. Een ruimtehaven in Kiruna is in ontwikkeling onder de naam Spaceport Sweden.

## Geschiedenis
Het IRF werd gevestigd in 1957 door de Koninklijke Academie der Wetenschappen van Zweden onder de naam Kiruna Geofysiska Observatorium ("Geofysisch Observatorium van Kiruna"). Later werd het hernoemd naar  Kiruna Geofysiska Institut ("Geofysisch Instituut van Kiruna").
In 1973 werd het instituut een Zweedse overheidsinstantie onder de huidige naam.

## Onderzoek
Bij het IRF wordt continu gemeten:
- het magnetische veld van de Aarde
- het poollicht
- het kosmische ruis
- de ionosfeer

Onderzoek naar het poollicht wordt uitgevoerd met speciale radarinstallaties, zoals die van de European Incoherent Scatter Scientific Association (EISCAT). De driedimensionale structuur van het poollicht wordt onderzocht met behulp van het Auroral Large Imaging System (ALIS).
Atmosfeeronderzoek wordt uitgevoerd met behulp van radar, optische methodes, raketten en ballonnen. Het atmosfeeronderoek richt zich bij het IRF op:
- ozon in de stratosfeer
- wolken en wind in de strato- en mesosfeer
- de relatie tussen verschillende atmosferische lagen (bijvoorbeeld de troposfeer en stratosfeer)

## Satellietprojecten
Het IRF neemt deel aan verschillende internationale satellietprojecten. Metingen door satellietinstrumenten worden geanalyseerd om beter de plasmafysieke processen van de zonnewind en die rond kometen en planeten te kunnen begrijpen. Bijvoorbeeld hadden de Zweedse satellieten Viking (gelanceerd 1987) en Freja (1992) en de microsatellieten Astrid-1 en -2 (1995, 1998) apparatuur van het IRF aan boord. Deze satellieten hebben veel gedaan om de kennis te verbeteren van de processen in de magnetosfeer van de Aarde die het poollicht veroorzaken. Het IRF's eigen Munin, een nanosatelliet die maar 6 kilo woog, werd in 2000 gelanceerd.
Het IRF heeft instrumenten aan boord van de volgende satellieten:
- Cassini-Huygens (gelanceerd in 1997), een NASA/ESA-missie naar Saturnus en zijn maan Titan
- Cluster (2000), een ESA-programma met vier satellieten om de magnetosfeer van de Aarde te bestuderen
- Mars Express (2003), een ESA-missie naar Mars
- Rosetta (2004), een ESA-missie naar een komeet
- Venus Express (2005), een ESA-satelliet die de planeet Venus bestudeert

Een instrument gebouwd door het IRF was aan boord van de in 2008 gelanceerde Indiase satelliet Chandrayaan-1. Dit instrument verzamelde data over de Maan.

## Wetenswaardigheden
- Het IRF is het noordelijkste punt van het Sweden Solar System, het grootste permanente schaalmodel van het zonnestelsel. Het instituut (op zo'n 950 kilometer afstand van de Ericsson Globe in Stockholm, die de Zon vertegenwoordigt) staat voor de terminatieschok van de heliosfeer.